# Katarzyna Walewska
Katarzyna Walewska z domu Longchamps de Bérier (ur. 27 stycznia 1949 we Wrocławiu) – polska psychoanalityczka, psycholożka kliniczna, psychoterapeutka, założycielka i wieloletnia prezeska Instytutu Psychoanalizy i Psychoterapii (IPP) w Warszawie.

## Życiorys zawodowy
Ukończyła studia na Uniwersytecie Warszawskim w 1972. Od 1970 psychoterapeutka w psychiatrycznej państwowej służbie  zdrowia. 29 marca 2000, po przedstawieniu napisanej pod kierunkiem Roberta Saciuka pracy Analityczna terapia depresji. Koncepcja człowieka pozbawionego uzyskała doktorat na Uniwersytecie Wrocławskim. W latach 2004–2014 była zatrudniona jako adiunktka i prowadziła wykłady z psychoanalizy na Wydziale Psychologii Uniwersytetu Warszawskiego.
W 1989 ukończyła szkolenie psychoanalityczne w Paryskim Instytucie Psychoanalitycznym i została członkiem Międzynarodowego Towarzystwa Psychoanalitycznego (IPA),  obecnie ma status psychoanalityka szkoleniowego. W 1986 uzyskała II stopień specjalizacji psychologii klinicznej. Uzyskała także certyfikaty psychoterapeuty, a następnie superwizora psychoterapii Polskiego Towarzystwa Psychiatrycznego (1989), Polskiego Towarzystwa Psychologicznego (1989) oraz Polskiego Towarzystwa Psychoterapii Psychoanalitycznej (2004).

## Działalność
W 1991 roku założyła Instytut Psychoanalizy i Psychoterapii w Warszawie, szkolący psychoterapeutów, a w kolejnych latach instytucje leczące: Ośrodek Terapii Dziecka w Środowisku (XIX oddział Szpitala Nowowiejskiego), Ambulatorium Psychoterapii przy Instytucie Psychoanalizy i Psychoterapii oraz Fundację „Poliklinika Korczakowska”.
Organizatorka corocznych, międzynarodowych konferencji „Dni IPP”. 
Autorka projektu „Inicjatywa Korczakowska”, realizowanego na Wydziale Psychologii UW w ramach Programu Operacyjnego Kapitał Ludzki.
Autorka oryginalnej techniki psychoterapii z użyciem pianina, zaprezentowanej na kongresie IPA w Chicago w 2009.
Członkini Komisji Ekspertów ds. Osób z Niepełnosprawnością przy Rzeczniku Praw Obywatelskich.
Jest redaktorem naczelnym kwartalnika IPP „Dialogi”.
Należy do wielu instytucji i towarzystw naukowych i zawodowych, między innymi:
- Międzynarodowego Towarzystwa Psychoanalitycznego
- Paryskiego Towarzystwa Psychoanalitycznego
- Polskiego Towarzystwa Psychoanalitycznego
- Międzynarodowego Towarzystwa Analizy Dziecięcej (International Child Psychoanalysis Association)
- Europejskiego Towarzystwa Psychiatrii Dziecięcej.

## Najważniejsze publikacje
- Depresja. Ujęcie psychoanalityczne. Walewska K., Pawlik J. (red), Warszawa, PWN 1992.
- Człowiek pozbawiony, w: Depresja. Ujęcie psychoanalityczne. Walewska K., Pawlik J. (red), Warszawa, PWN 1992, str. 253.
- Zjawisko dziecięcego fanatyzmu w dynamice procesu psychoanalizy, w: Dialogi. Zeszyty Instytutu Psychoanalizy i Psychoterapii IPP, Numer: Dziecko, 1–2/2001.
- Uwagi na temat techniki psychoanalitycznej, w: Dialogi. Zeszyty Instytutu Psychoanalizy i Psychoterapii IPP, Numer: Technika psychoanalityczna, 1–2/2002.
- Analityk wobec traumy incestu, w: Dialogi. Zeszyty Instytutu Psychoanalizy i Psychoterapii IPP, Numer: Nowa patologia, 3–4/2003.
- Interpretacja marzeń sennych po stu latach pracy analitycznej, w: Dialogi. Zeszyty Instytutu Psychoanalizy i Psychoterapii IPP, Numer: Technika psychoanalityczna, 1–2/2002.
- Rozwiązanie psychosomatyczne, w: Dialogi. Zeszyty Instytutu Psychoanalizy i Psychoterapii IPP, Numer: Psychosomatyka, 1–2/2004.
- Technika psychoanalityczna, w: Wiadomości Psychiatryczne 8, 3/2005, s. 183.
- Breve histoire de la psychanalyse en Pologne, w: Les Lettres de la Société de Psychanalyse Freudienne, 14/2005, Paryż.
- Nurt francuski, Walewska K., (red), Warszawa 2007, Dialogi IPP, MediPage.
- Dziecko w terapii, Walewska K., (red), Warszawa 2008, Dialogi IPP, MediPage.
- Progi narodzin. Rola teorii w pracy psychoanalitycznej. Doświadczenia własne, Seria: Psychiatria – podręczniki akademickie. Wydawnictwo Uniwersytetu Jagiellońskiego, Kraków 2011.
- Troubles de la sexualité adulte et intrusions parentales à l'adolescence, Walewska K., w: Le sexuel, ses différences et ses genres: enjeu du sexuel dans les cultures contemporaines,  Cupa D. (red), Parat H. (red), Chaudoye G. (red), Paris, EDK, 2011, str. 85.
- Working with infantile fanaticism syndrome, Walewska K., Archives of Psychiatry and Psychotherapy, 59, 3, 2012.
- Entre le divan et le piano, un "psychodrame analytique", Walewska K., Revue française de psychanalyse 545, 76 (2), 2012.